# Special Olympics Barbados
Special Olympics Barbados (englisch: Special Olympics Barbados) ist der barbadische Verband von Special Olympics International, der weltweit größten Sportbewegung für Menschen mit geistiger Beeinträchtigung und Mehrfachbeeinträchtigung. Ziel ist die sportliche Förderung dieser Personengruppe und die Sensibilisierung der Gesellschaft für sie. Außerdem betreut der Verband die barbadischen Athletinnen und Athleten bei den Special Olympics Wettbewerben.

## Geschichte
Special Olympics Barbados wurde 1968 mit Sitz in Bridgetown gegründet.

## Aktivitäten
2021 waren 20 Athletinnen, Athleten und Unified Partner sowie 4 Trainer bei Special Olympics Barbados registriert.
Der Verband nahm 2022 an den Programmen Law Enforcement Torch Run (LETR), Healthy Athletes, Healthy Communities, Outreach and Skills Training und Unified Sports teil, die von Special Olympics International ins Leben gerufen worden waren.

### Sportarten
Folgende Sportarten wurden 2022 vom Verband angeboten:
- Boccia (Special Olympics)
- Cricket
- Fußball (Special Olympics)
- Golf (Special Olympics)
- Leichtathletik (Special Olympics)
- Schwimmen (Special Olympics)

### Teilnahme an Weltspielen vor 2020
• 2011 Special Olympics World Summer Games, Athen
• 2015 Special Olympics World Summer Games, Los Angeles, USA
• 2019 Special Olympics, World Summer Games, Abu Dhabi (4 Athletinnen und Athleten)

### Teilnahme an den Special Olympics World Summer Games 2023 in Berlin
Special Olympics Barbados nahm an den Special Olympics World Summer Games 2023 teil. Die Delegation wurde vor den Spielen im Rahmen des Host Town Program von Lingen betreut.